# 龙江湖
龙江湖是一个位于中国黑龙江省齐齐哈尔市的淡水湖，面积约为13.36平方千米，属于东北平原。它的一级流域为黑龙江流域，二级流域为松花江水系。